# Hriate

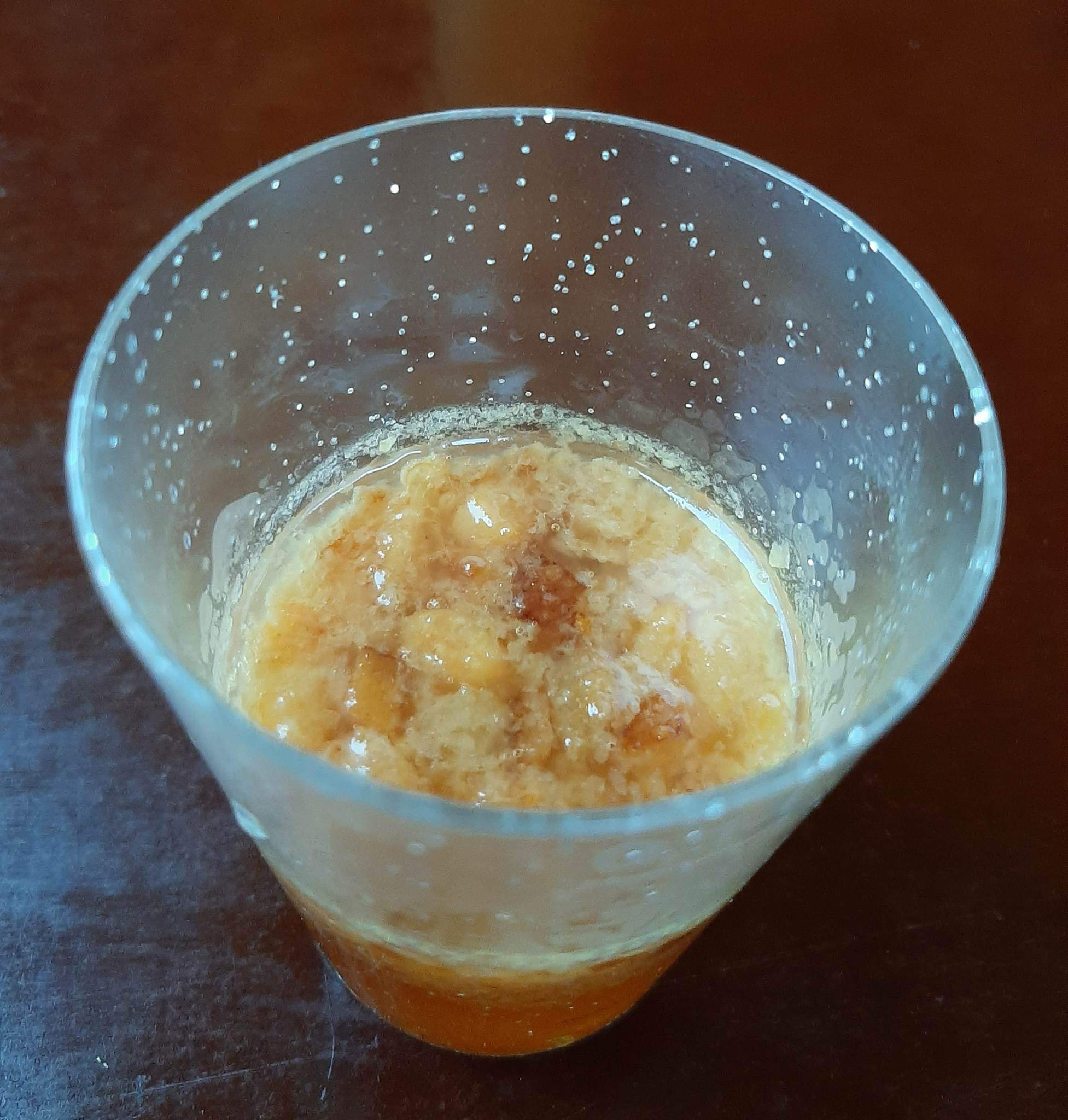
El hriate en los mercados navideños de Bratislava

El hriate o la hriata (literalmente «calentado», dialectalmente el hriatô o el hriato) es una bebida alcohólica eslovaca con diferentes recetas de preparación. También se puede beber como aperitivo.
Se prepara en diferentes formas, especialmente en Eslovaquia central y oriental, especialmente en Liptov, Orava y Spiš. La base del hriate es miel con panceta o mantequilla, pero también hay versiones con azúcar (caramelo) en lugar de miel, y aguardientes. Se sirve tradicionalmente en Navidad, respectivamente durante la temporada de invierno en las zonas montañosas y estribaciones. Muchas familias tienen su propia receta específica. La bebida se consideraba un agente curativo.
En Liptov se servía caliente antes de la cena en Navidad y Nochevieja y se preparaba tradicionalmente con vodka calentado sobre caramelo, que se comía con oškvarky.